# Salvatore Martirano
Salvatore Giovanni Martirano (12 janvier 1927 – 17 novembre 1995) est un compositeur américain de musique contemporaine.

## Biographie
Né à Yonkers (New York), il étudie la composition avec Herbert Elwell au Oberlin College de 1947 à 1951, avec Bernard Rogers à la Eastman School of Music de Rochester (New York) en 1952 puis avec Luigi Dallapiccola au conservatoire Cherubini de Florence entre 1952 et 1954. De 1956 à 1959 il est à Rome à l'American Academy. En 1960, on lui remet un Guggenheim Fellowship et le prix de l'American Academy of Arts and Letters. Il enseigne ensuite, pendant de longues année à l'Université de l'Illinois. Il travaille également sur la musique électronique et conçoit des instruments de musique électronique, comme le Sal-Mar en 1969.
Un prix de composition musicale portant son nom, le Salvatore Martirano Memorial Composition Award (en), est remis chaque année depuis 1996.

## Œuvres choisies
- Contrasto, for orchestra ; Associated Music Publishers, 1960. (OCLC 670714)
- O, O, O, O, that Shakesperian [sic] rag / with soprano / George Rochberg ; Composers Recordings, 1963. (OCLC 16903356)
- Ballad : 1966 ; (OCLC 63145100)
- Stuck on Stella : solo piano ; Lingua Press, 1982. (OCLC 12917793)
- Cocktail music for solo piano ; Smith Publications, 1989. (OCLC 21179763)
- Scrape rim skin : solo snare drum ; Smith Publications, 1990. (OCLC 25891276)
- American Academy in Rome spring concert, 1957 April 10 ; 2003. (OCLC 78574344)

## Source
- (en) Cet article est partiellement ou en totalité issu de l’article de Wikipédia en anglais intitulé « Salvatore Martirano » (voir la liste des auteurs).